# Dunboy Castle
Dunboy Castle (irisch: Caisleán Dhún Baoi) ist die Ruine einer Niederungsburg auf der Beara-Halbinsel in der Nähe der Stadt Castletownbere im irischen County Cork. Es war eine Festung von O’Sullivan Bere, einem gälischen Clanchef und „Häuptling von Dunboy“; von dort aus sollte der Hafen von Berehaven (Castletownbere) bewacht und verteidigt werden. Die Existenz von Dunboy Castle ermöglichte es O’Sulliven Bere, die Seefischgründe vor der irischen Küste zu kontrollieren und Steuern von irischen und kontinentaleuropäischen Schiffen zu verlangen, die im Hafen Schutz suchten. Dunboy Castle war auch ein Zentrum für Import und Export von und nach Kontinentaleuropa. Heute ist ein Großteil der Burg zerstört, aber die Ruinen sind öffentlich zugänglich.
Dunboy Castle wurde im Sommer 1602 belagert, was schließlich zu seiner Zerstörung und zur Brechung der Macht von O’Sullivan Bere führte. Damals befand sich Donal Cam O’Sullivan Beare in Rebellion gegen die englische Krone und Königin Elisabeth I. hatte eine 5000 Mann starke Armee unter dem Kommando von George Carew, 1. Earl of Totnes, geschickt, um die Aufrührer zu unterdrücken. Trotz seiner kleinen Garnison von nur 143 Mann galt Dunboy Castle als uneinnehmbar, aber nach einem wilden Artillieriebombardement waren die Mauern zerbröselt und nach einigen hoffnungslosen Kämpfen Mann gegen Mann im Schutt der Mauern die Verteidiger schließlich besiegt. Die 58 Überlebenden der zweiwöchigen Belagerung wurden auf dem nahe gelegenen Marktplatz hingerichtet.
In der Nähe der Burgruine steht das Puxley Mansion, ein Landhaus aus dem 19. Jahrhundert. Es wurde 1920 von der IRA als Vergeltung für die Zerstörung von Häusern, in den sich Männer und Waffen der IRA befanden, durch Truppen der Krone niedergebrannt. Einige Restaurierungsarbeiten wurden in den 2000er-Jahren fertiggestellt, aber finanzielle Probleme verhinderten den Umbau des Landhauses in ein Hotel und dessen Eröffnung.